# Huddinge tingsrätt
Huddinge tingsrätt var en tingsrätt i Sverige med kansli i Huddinge kommun. Tingsrättens domsaga  omfattade kommunerna Botkyrka, Huddinge och Salem. Tingsrätten och dess domsaga ingick i domkretsen för Svea hovrätt. Tingsrätten och dess domsaga uppgick 2007 huvudsakligen i Södertörns tingsrätt och domsaga, men en del av domsagan uppgick i Södertälje domsaga.

## Administrativ historik
Vid tingsrättsreformen 1971 bildades denna tingsrätt i Huddinge kommun av häradsrätten för Svartlösa domsagas tingslag. Domkretsen bildades av tingslaget. Namnet på tingsrätten var till 1977 Svartlösa tingsrätt. 1971 omfattade domsagan Huddinge och Botkyrka kommuner.  Vid delningen av Botkyrka kommun 1983 kvarstod den då nybildade Salems kommun i domsagan. Tingsstället var mellan 1972 och 1974 placerat i Årsta i Stockholm. 
Huddinge tingsrätt och domsaga upphörde den 1 april 2007. Salems kommun uppgick i Södertälje domsaga medan övriga delar uppgick i Södertörns domsaga.

## Lagmän
- 1971-1977: Runo Lundin
- 1977-1987: Carl-Gustaf Grotander
- 1995-1995:Tomas Nordqvist
- 1996-2007: Alf Andersson